# Rahel la Fermosa
Rahel la Fermosa (en ladino "Raquel la Hermosa"; originalmente Rahel Esra) (Toledo, hacia 1165-Ibídem, 1195[cita requerida]) fue una mujer judía en Castilla en el siglo XII. Fue amante del rey Alfonso VIII de Castilla[cita requerida], marido de Leonor de Inglaterra, aproximadamente durante siete años[cita requerida]. Bajo su influencia, varios judíos españoles fueron designados para diversos cargos de la Corte Real[cita requerida]. Este acontecimiento provocó el descontento de los clérigos y nobles[cita requerida]. De hecho, tanto los enemigos de Rahel como sus propios correligionarios deseaban su muerte en presencia del rey Alfonso[cita requerida].

## Debate histórico
Esta historia de amor, relegada al reino de las fábulas por Gaspar Ibáñez de Segovia, marqués de Mondéjar y otros historiadores literarios españoles, es descrita como un hecho en torno a 1292 según Sancho IV; tiene visos de haber sido inventada por el pueblo para excusar o justificar la derrota del rey Alfonso VIII de Castilla contra los almohades en la batalla de Alarcos. Aunque hasta el momento, esta historia no aparezca mencionada en documentos históricos, varios investigadores continúan debatiendo sobre la esencia histórica de Rahel y su relación con el rey Alfonso VIII de Castilla; lo cierto es que solo a partir de Lope de Vega se empieza a llamarla con un nombre de famosas resonancias bíblicas: Raquel.

## Historia y desarrollo de la leyenda
La primera noticia de esta dramática historia aparece en los Castigos e documentos para bien vivir de Sancho IV el Bravo (1284-1295), donde advierte a su hijo que debe guardarse de los “pecados de fornicio” para que no le ocurra como al rey don Alfonso, "que por siete annos que viscó mala vida con una judía de Toledo, diole Dios grand llaga e grand majamiento en la batalla de Alarcos en que fue vençido…" De allí pudo pasar a la Primera Crónica General; pero cuando llega a la Crónica de 1344, llamada Segunda Crónica General, ya la leyenda ha crecido notablemente con nuevos datos: son siete los meses que dura la relación del rey con la judía y ésta utiliza sortilegios de magia para seducirlo y conservar su amor. Caracterizada como hechicera, este rasgo pervivirá hasta las obras literarias posteriores que inspiró: Lope de Vega compara la judía a Circe o Medea, mientras que en Mira de Amescua aparece también como bruja. Entre 1426-1488 la leyenda se muestra en el cuento popular "La judía de Toledo" de Diego Rodríguez de Almela, Valerio de las Estorias Escolásticas e de España. Sin embargo, la versión más influyente de la historia fue la del historiador Florián de Ocampo en su tercera Crónica general (1541). La versión más completa sin embargo es la de la Crónica General de Alfonso X el Sabio tal como aparece en  Las quatro partes de la Coronica de España:
Pues el Rey don Alfonso ovo passados todos estos trabajos, en el comienço quando reynó e fue casado, según que avedes oydo, fuese para Toledo con su muger doña Leonor; e estando y, pagose mucho de una judía que avie nombre Fermosa e olvidó la muger, e ençerrose con ella gran tiempo, en guisa que non se podie partir d´ella por ninguna manera, nin se pagava tanto de otra cosa ninguna: e estovo ençerrado con ella poco menos de siete años, que non se membrava de sí, nin de su reyno, nin de otra cosa ninguna. Estonçe ovieron su acuerdo los omes buenos del reyno cómo pusiesen algún recado en aquel fecho tan malo e tan desaguisado: e acordaron que la matasen, e que así cobraríen su señor que teníen por perdido: e con este acuerdo fueronse para ella, e entraron al rey diziendo que queríen fabrar con él; e mientras los unos fabraron con el rey, entraron los otros donde estava aquella, en muy nobres estrados, e degollaronla a ella e a cuantos estavan con ella e desi fueronse su carrera. E desque el rey lo sopo, fue muy coytado, que non sabíe que se fiziesse, ¡tan grande era el amor que della avíe!. Estonçes trauaron con él sus vasallos e sacaronle de Toledo e llegaron con él a un logar que llaman Ylliescas, que es a seys leguas de Toledo. E allí estando el rey, en la noche, en su cámara, cuydando en la judía, fabran las gentes quel aparesçiol el ángel e quel dixo: "Alfonso: aún cuydas e´nl mal que has fecho: de que tomó Dios de tu deservicio: mal fazes, e caramente te lo demandará Dios a ti e a tu puebro". E diz que estonçes demandol el rey quién era el que le aquello dezíe. E él dixo como era Ángel mensagero de Dios, que veníe allí por su mandado e a decirle aquello. El Rey fincó los ynojos antél pediéndole merced: que rogase a Dios por él. E el Ángel le dixo: "Teme a Dios, ca cierto es que te lo demandará: e por este pecado que tú finiste tan sin çoçobra non fincará de ti quien reyne en el reyno que tú reynas, mas fincará en el linaje d´tu fija, e de aquí adelante pártete de mal fazer e mal obrar, e non fagas cosa por que Dios tome mayor saña contra ti". E estonçes dizen que desparesçió, e que fincó la cámara llena de gran cralidad e de tan buen olor e tan sabroso, que maraviella era. E el rey fincó muy triste d´lo que le dixera el Ángel: e de allí adelante temió siempre a Dios e fizo siempre buenas obras, e enmendó mucho en su vida e fizo mucho bien, según vos lo contará la estoria adelante.
Este texto inspiró numerosas obras literarias; fue motivo del romance "Del rey Alfonso y de la judía" entre los Romances nuevamente sacados de historias antiguas de la Crónica de España (1551) de Lorenzo de Sepúlveda; Lope de Vega contó su historia en el canto XIX de su poema épico culto en octavas reales La Jerusalén conquistada (1609), y luego en su comedia Las paces de los reyes y judía de Toledo (1616); también fue dramatizada por Luis Vélez de Guevara en La hermosura de Raquel (1615) y por el doctor Antonio Mira de Amescua en su comedia La desgraciada Raquel, impresa en 1625. Fray Hortensio Félix Paravicino le dedicó su romance Muerte de la judía Raquel manceba de Alfonso VIII (1641), publicado bajo el pseudónimo de Félix de Arteaga. Juan Bautista Diamante escribió la comedia La judía de Toledo a mediados del siglo XVII y Luis Ulloa Pereyra trata el tema en su poema épico culto Alfonso Octavo, rey de Castilla. Príncipe perfecto, detenido en Toledo por los amores de Hermosa ó Raquel, hebrea muerta por el furor de los vasallos (1650). Ya en el siglo XVIII fue especialmente famosa la tragedia de Vicente Antonio García de la Huerta Raquel (1772). A fines del mismo siglo (1790), Jacques Cazotte imprimió su Rachel ou la belle juive. Nouvelle historique espagnole. Eusebio Asquerino compuso el drama histórico en verso La judía de Toledo o Alfonso VIII (1845). A su vez, el austriaco Franz Grillparzer dramatizó la leyenda en su obra Die Jüdin von Toledo (La judía de Toledo, 1851), adaptada al cine en 1919 en una película muda homónima, dirigida por el director austríaco judío Otto Kreisler. La judía de Toledo es, igualmente, el nombre de la novela de 1954 del escritor alemán Lion Feuchtwanger, que trata de esta historia amorosa entre Rahel y Alfonso, adaptada al teatro por Kristo Šagor en 2012. Por último, en 2009 apareció La Historia de Fermosa: la amante de Alfonso VIII, del judío gibraltareño Abraham S. Marrache.
Rahel fue interpretada en 1919 en la película The Jewess of Toledo por la actriz Thea Rosenquist.